# اوکرک (داکوتای جنوبی)
اوکرک(به انگلیسی: Okreek) شهری در ایالت داکوتای جنوبی کشور ایالات متحده آمریکا است که جمعیت آن در سرشماری سال ۲۰۱۰ میلادی، ۲۶۹ نفر بوده‌است.